# 迪克森鎮區 (密蘇里州劉易斯縣)
迪克森鎮區（英語：Dickerson Township）是位於美國密蘇里州劉易斯縣的一個行政鎮區。

## 地方資料
迪克森鎮區的面積為164.94平方千米，當中陸地面積為164.78平方千米，而水域面積為0.16平方千米。根據2020年美國人口普查的數據，當地共有人口480人，而人口密度為每平方千米2.91人。